# Frans Snyders
Frans Snyders (ur. 1579 w Antwerpii, zm. 1657 tamże) – flamandzki malarz barokowy, animalista.

## Życie i edukacja
Był uczniem Pietera Brueghla (młodszego) i Hendricka van Balena, żył i pracował w Antwerpii, gdzie był mistrzem gildii św. Łukasza. Kilka lat przebywał we Włoszech, w Rzymie i Neapolu. Pracował z kilkoma mistrzami malarstwa m.in. z Rubensem, Jordaensem i van Dyckiem, dla których malował detale (zwierzęta i owoce) na ich obrazach. Tematem jego prac były początkowo kwiaty i martwe natury, później głównie zwierzęta i dynamiczne sceny z polowań. Tworzył wielkoformatowe przedstawienia polowań, w których sfory psów atakowały dzikie zwierzęta, malował kuchnie i spiżarnie z ubitą zwierzyną oraz martwe natury z myśliwskimi trofeami.
W 1611 ożenił się z Małgorzatą, siostrą Cornelisa i Paula de Vosów. Pracował dla Albrechta VII Habsburga namiestnika hiszpańskich Niderlandów, Leopolda Wilhelma Habsburga i Filipa IV, króla Hiszpanii. Kolekcjonował dzieła sztuki, miał m.in. 16 obrazów Rubensa. Uczniem Snydersa był Jan Fyt.

## Twórczość

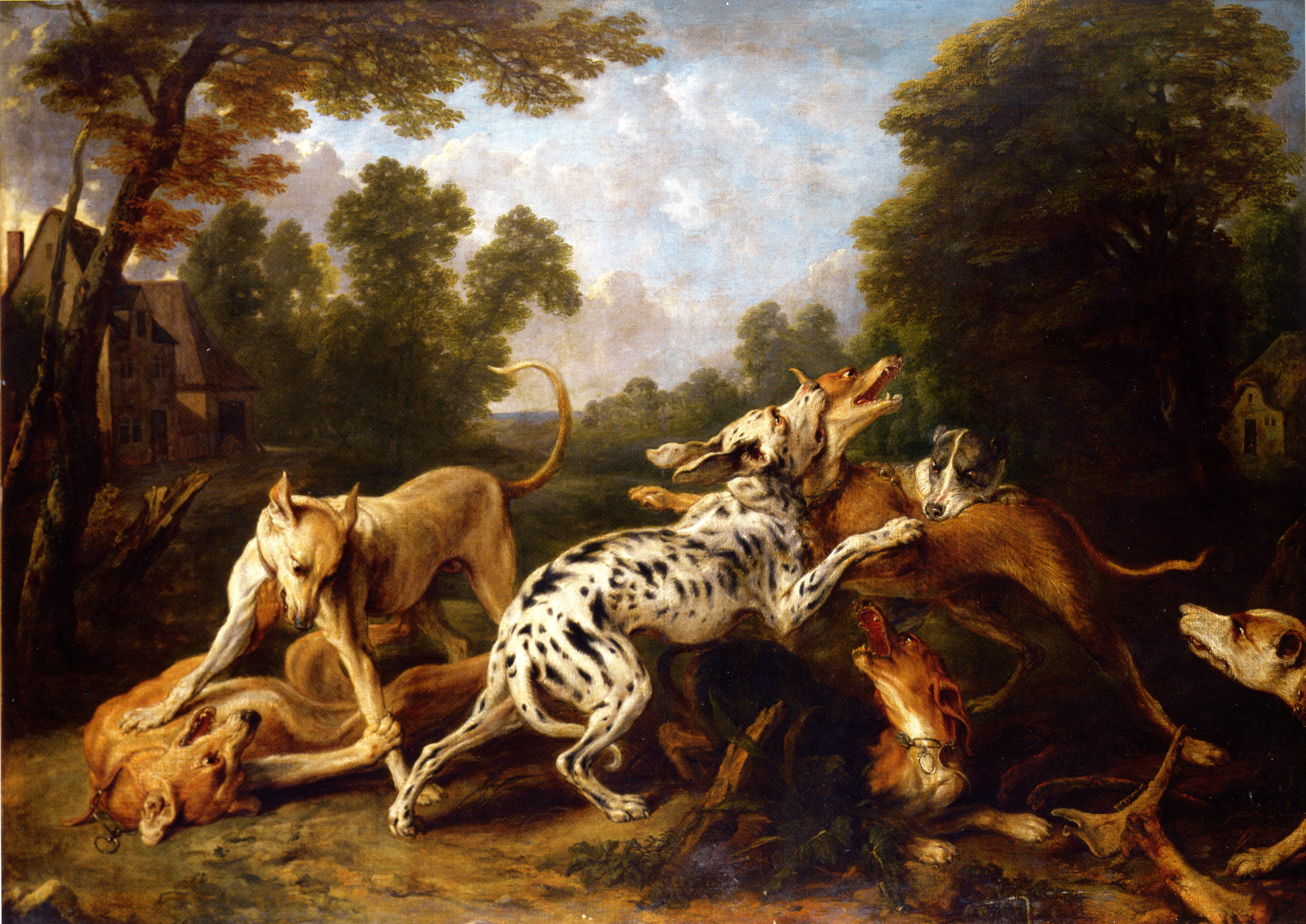
Psy walczące na leśnej polanie, (kolekcja prywatna)

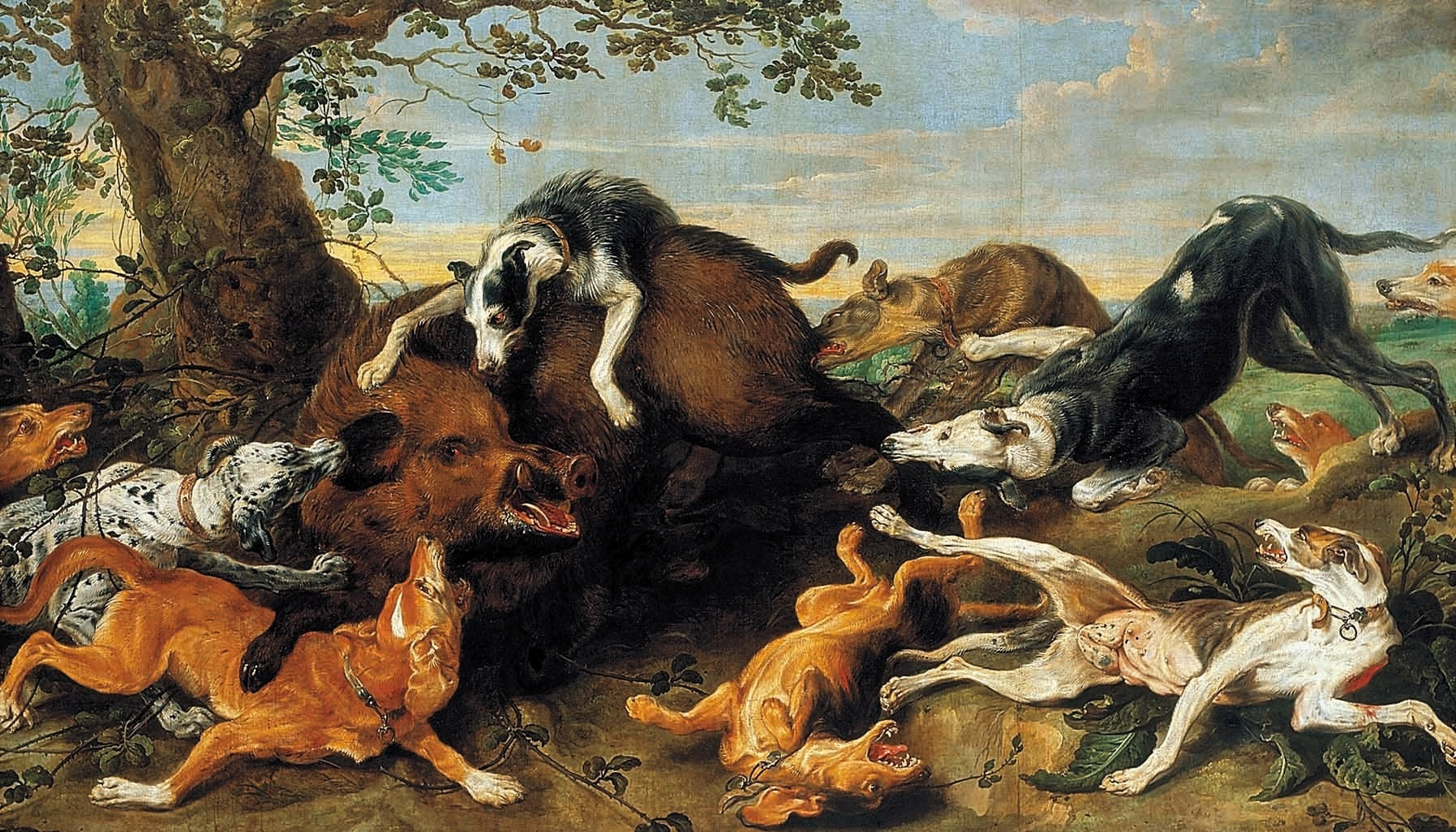
Polowanie na dzika, Galeria Malarstwa i Rzeźby Muzeum Narodowego w Poznaniu

- Polowanie na dzika –  olej na płótnie, 194 × 340 cm, Rockox House, Antwerpia
- Polowanie na dzika –  olej na płótnie, 193 × 342 cm, Galeria Malarstwa i Rzeźby Muzeum Narodowego w Poznaniu
- Psy walczące na leśnej polanie –  olej na płótnie, 173.4 × 241.9 cm, (kolekcja prywatna)
- Kram z rybami –  ok. 1620, olej na płótnie, 210 × 341 cm, Ermitaż Sankt Petersburg
- Kram z rybami –  olej na płótnie, 202 × 337 cm, Królewskie Muzeum Sztuk Pięknych, Antwerpia
- Kuchnia -  1609, olej na płótnie, 157 × 256,8 cm, Muzeum Narodowe w Warszawie
- Lis i kot –  ok. 1650, olej na płótnie, 181 × 103 cm, Prado, Madryt
- Martwa natura z sarną –  1610–1612, olej na płótnie, 167 × 115,5 cm, Muzeum Sztuki w Łodzi
- Sprzedawca owoców –  1633, olej na płótnie, Prado, Madryt
- Martwa natura z kotem – 1615